# Сване, Кристина
Кристина Сване (дат. Christine Swane, урождённая Ларсен (дат. Larsen); 29 мая 1876, Кертеминне — 16 августа 1960, Фарум) — датская художница. Первоначально она относилась к группе Фюнских художников, но впоследствии развила свой собственный стиль, более всего похожий на кубизм.

## Биография
Кристина Сване была сестрой Йоханнеса Ларсена, одного из ключевых членов группы Фюнских художников (дат. Fynboerne), с которыми она ассоциировалась в молодости. Она приняла их натуралистический подход и сильное использование цветов, о чём свидетельствуют её ранние картины с цветами. Кристина училась в Датской академии изящных искусств (1898—1901) под руководством Вигго Йохансена и совершенствовала свои навыки живописи, учась у таких художников как Йенс Фердинанд Виллумсен, Фриц Сиберг и Харальд Гирсинг. Примерно в 1910 году она подружилась с Карлом Исаксоном и Сигурдом Сване, которые познакомили её с современным французским искусством. В 1910 году она вышла замуж за последнего, а в 1920 году развелась с ним. Их сын, Ларс Сване (1913—2002), также был успешным художником.

## Творчество
В её ранних натюрмортах, выполненных под влиянием французского искусства (особенно Анри Матисса), как правило изображались интерьер или подоконники с пристальным вниманием к деталям. Сване медленно развивала свой собственный стиль, создавая более декоративные, геометрические работы с элементами кубизма и тонкой прозрачной цветовой гаммой, в которой преобладали прохладные жёлтые, синие и зелёные тона. С годами она стала ещё более чувствительной к цветам, извлекая пользу для своего творчества из своих поездок во Францию, Нидерланды, Бельгию и Англию (1938), Италию (1957) и частых посещений Швеции и Норвегии. Её пребывания на острове Борнхольм и в её летнем доме на севере Ютландии также повлияли на её стиль.
Помимо натюрмортов, Сване также писала портреты, пейзажи, в том числе и лесные. Одна из её самых заметных работ — мозаика, изображающая женщин-гимнасток в женских банях Фредериксберга (1951) и выполненная в плоском геометрическом стиле. Её интерес к керамике, появившийся, возможно, под влиянием Виллумсена, также значительно развился с годами, как и интерес к скульптуре и рукоделию. С 1937 года Сване выставляла свои картины в кооперативе «Грённинген». В 1943 году она была награждена медалью Экерсберга..